# Coelopencyrtus swezeyi
Coelopencyrtus swezeyi är en stekelart som beskrevs av Timberlake 1919. Coelopencyrtus swezeyi ingår i släktet Coelopencyrtus och familjen sköldlussteklar. Inga underarter finns listade i Catalogue of Life.